# Leopold IV van Lippe
Leopold Julius Bernhard Adalbert Otto Karel Gustaaf vorst zur Lippe (Oberkassel, 30 mei 1871 – Detmold, 30 december 1949) was van 1904 tot 1905 als opvolger van zijn vader regent van Lippe en daarna tot 1918 vorst van Lippe. Hij was een oom van prins Bernhard, de latere gemaal van koningin Juliana der Nederlanden.

## Leven
Leopolds voorganger vorst Alexander was wegens krankzinnigheid niet in staat tot regeren. Bovendien was hij kinderloos en de laatste telg van het huis Lippe-Detmold. Derhalve brak er na zijn troonsbestijging tussen de zijlinies Lippe-Biesterfeld en Schaumburg-Lippe een vete uit over de erfopvolging. Allereerst werd het regentschap verleend aan Adolf, jongere broer van de regerende vorst George van Schaumburg-Lippe. Een bemiddelingsraad onder leiding van koning Albert van Saksen bepaalde echter dat de troon na Alexanders dood op het huis Lippe-Biesterfeld zou overgaan. In 1897 maakte Adolf dan ook plaats voor Leopolds vader Ernst van Lippe-Biesterfeld. Ernst stierf op 26 september 1904 en werd als regent opgevolgd door Leopold. Na Alexanders dood op 13 januari 1905 bleef Leopold, wiens legitimiteit als regent alsnog in twijfel werd getrokken, aanvankelijk regent, maar hij verkreeg op 25 oktober toch de vorstelijke waardigheid.
Hij toonde zich een bouwlustig vorst en schonk zijn residentiestad Detmold een nieuwe landdag, een arrondissementsrechtbank, de kerk aan de Kaiser-Wilhelm-Platz en een theater. Op zijn eigen grondgebied liet hij in 1907 een synagoge bouwen, die door de nazi's werd vernietigd. In 1916 verhief hij de vrouw van zijn broer prins Bernhard van Lippe (1872-1934), die hij in 1909 de titel Gräfin von Biesterfeld had verleend, met haar beide zoons tot Prinzessin (Prinz) zur Lippe-Biesterfeld. Dit zijn gecreëerde titels en zij behoorden dus niet tot het regerende vorstenhuis van Lippe (de verbintenis van prins Bernhard en Armgard was een morganatisch huwelijk).
In de Novemberrevolutie na de Eerste Wereldoorlog werd Leopold, zoals alle Duitse vorsten, gedwongen af te treden (12 november 1918). Door een verdrag met de nieuwe Vrijstaat Lippe hield hij het familieslot in bezit. De familie Lippe-Biesterfeld bewoont dit slot tot op de dag van vandaag.
Leopold stierf op 30 december 1949 in Detmold. Hij was tweemaal gehuwd (1901 en 1922) en liet zes kinderen na. Zijn zoon Chlodwig was een huwelijkskandidaat voor prinses Juliana, maar omdat hij er geen heil in zag, huwde zij uiteindelijk zijn neef Bernhard.

## Relatie met prins Bernhard
In menige biografie over prins Bernhard valt te lezen dat hij het niet bijzonder goed met zijn stijve en conventionele oom kon vinden. Hierdoor, en door de Tweede Wereldoorlog (alle zonen van Leopold werden lid van de NSDAP), zijn de verhoudingen tussen de Nederlandse en Duitse tak van de familie lange tijd erg koel geweest.

## Huwelijk en kinderen

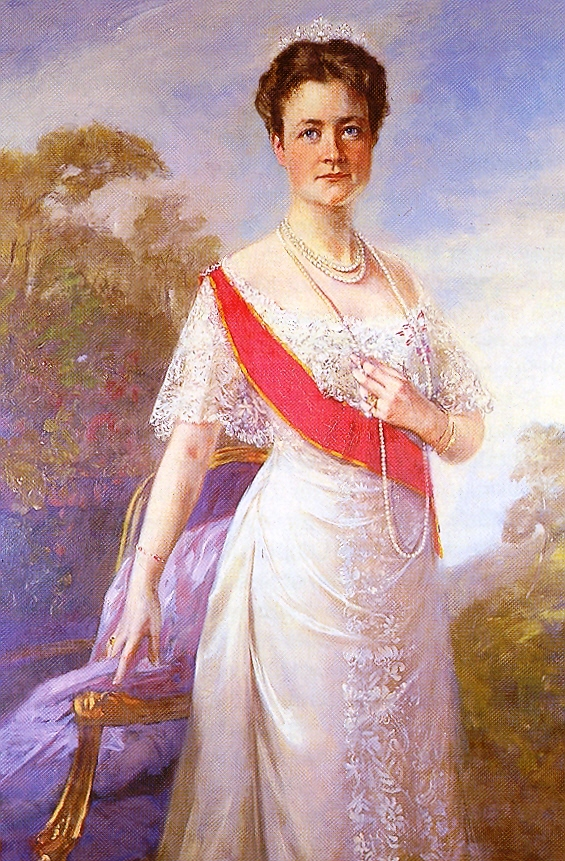
Bertha van Hessen-Philippsthal

Leopold lV trouwde in  1901 met prinses Bertha van Hessen-Philippsthal (1874-1919), dochter van Willem van Hessen-Philippsthal-Barchfeld (1831-1890) en Juliana van Bentheim en Steinfurt. Hij trouwde voor de tweede keer in 1922 met Anna prinses van Ysenburg-Budingen en prinses-weduwe van Lippe-Weißenfeld ([1886-1980), dochter van Bruno van Ysenburg-Budingen (1837-1906) en Bertha van Castell Rudenhausen (1845-1927). Uit zijn eerste huwelijk zijn vijf en uit zijn tweede is één kind geboren:
eerste huwelijk:
- Ernst Leopold Chlodwig Julius Alexis Wilhelm Heinrich zur Lippe (1902-1987), erfprins van Lippe
- Leopold Bernhard Wilhelm Friedrich Heinrich Alexis Otto prins zur Lippe (1904-1956)
- Karoline Auguste Adelheid Mathilde Marie Luise Pauline prinses zur Lippe (1905-2001)
- Chlodwig Luitpold Friedrich August Georg Rudolf Christian Maximilian prins zur Lippe (1909-2000)
- Sieglinde Bertha Elisabeth Adelheid Juliane Calma Bathildis Marie Anna prinses zur Lippe (1915-2008)

tweede huwelijk:
- Armin Prinz zur Lippe (1924-2015), door zijn vader aangewezen tot hoofd van het huis Lippe

## Voorouders
| Voorouders van Leopold IV van Lippe | Voorouders van Leopold IV van Lippe                                                     | Voorouders van Leopold IV van Lippe                                                     | Voorouders van Leopold IV van Lippe                                                     | Voorouders van Leopold IV van Lippe                                                     | Voorouders van Leopold IV van Lippe                                                                                     | Voorouders van Leopold IV van Lippe                                                                                     | Voorouders van Leopold IV van Lippe                                                     | Voorouders van Leopold IV van Lippe                                                     |
| ----------------------------------- | --------------------------------------------------------------------------------------- | --------------------------------------------------------------------------------------- | --------------------------------------------------------------------------------------- | --------------------------------------------------------------------------------------- | --- | --- | --------------------------------------------------------------------------------------- | --------------------------------------------------------------------------------------- |
| Overgrootouders                     | Ernest I van Lippe-Biesterfeld (1777–1840), ∞ Modeste von Unruh (1781–1854)             | Ernest I van Lippe-Biesterfeld (1777–1840), ∞ Modeste von Unruh (1781–1854)             | Friedrich van Castell-Castell (-) ∞ Emilie van Hohenlohe-Langenburg (-)                 | Friedrich van Castell-Castell (-) ∞ Emilie van Hohenlohe-Langenburg (-)                 | Cäsar Alexander Scipio Graf von Wartensleben (1785-1851) ∞ Friederike Wilhelmine Charlotte Juliane von Gfug (1789-1831) | Cäsar Alexander Scipio Graf von Wartensleben (1785-1851) ∞ Friederike Wilhelmine Charlotte Juliane von Gfug (1789-1831) | Arnold Halbach (1787-1869) ∞ Johanna Karoline Mathilde Bohlen (1800-1882)               | Arnold Halbach (1787-1869) ∞ Johanna Karoline Mathilde Bohlen (1800-1882)               |
| Grootouders                         | Julius van Lippe-Biesterfeld (1812-1844) ∞ Adelaide van Castell-Castell (1818-1900)     | Julius van Lippe-Biesterfeld (1812-1844) ∞ Adelaide van Castell-Castell (1818-1900)     | Julius van Lippe-Biesterfeld (1812-1844) ∞ Adelaide van Castell-Castell (1818-1900)     | Julius van Lippe-Biesterfeld (1812-1844) ∞ Adelaide van Castell-Castell (1818-1900)     | Leopold van Wartensleben (1818-1846) ∞ Mathilde Halbach (1822-1848)                                                     | Leopold van Wartensleben (1818-1846) ∞ Mathilde Halbach (1822-1848)                                                     | Leopold van Wartensleben (1818-1846) ∞ Mathilde Halbach (1822-1848)                     | Leopold van Wartensleben (1818-1846) ∞ Mathilde Halbach (1822-1848)                     |
| Ouders                              | Ernst Casimir van Lippe-Biesterfeld (1842-1904) ∞ Caroline van Wartensleben (1844-1905) | Ernst Casimir van Lippe-Biesterfeld (1842-1904) ∞ Caroline van Wartensleben (1844-1905) | Ernst Casimir van Lippe-Biesterfeld (1842-1904) ∞ Caroline van Wartensleben (1844-1905) | Ernst Casimir van Lippe-Biesterfeld (1842-1904) ∞ Caroline van Wartensleben (1844-1905) | Ernst Casimir van Lippe-Biesterfeld (1842-1904) ∞ Caroline van Wartensleben (1844-1905)                                 | Ernst Casimir van Lippe-Biesterfeld (1842-1904) ∞ Caroline van Wartensleben (1844-1905)                                 | Ernst Casimir van Lippe-Biesterfeld (1842-1904) ∞ Caroline van Wartensleben (1844-1905) | Ernst Casimir van Lippe-Biesterfeld (1842-1904) ∞ Caroline van Wartensleben (1844-1905) |
| Leopold IV van Lippe (1871-1949)    |                                                                                         |                                                                                         |                                                                                         |                                                                                         | | |                                                                                         |                                                                                         |